# Чил
Чил (рум. Cil) — село у повіті Арад в Румунії. Входить до складу комуни Алмаш.
Село розташоване на відстані 363 км на північний захід від Бухареста, 74 км на схід від Арада, 115 км на південний захід від Клуж-Напоки, 98 км на північний схід від Тімішоари.

## Населення
За даними перепису населення 2002 року у селі проживали 674 особи.
Національний склад населення села:
| Національність | Кількість осіб | Відсоток |
| -------------- | -------------- | -------- |
| румуни         | 653            | 96,9%    |
| цигани         | 14             | 2,1%     |
| угорці         | 5              | 0,7%     |

Рідною мовою назвали:
| Мова      | Кількість осіб | Відсоток |
| --------- | -------------- | -------- |
| румунська | 654            | 97,0%    |
| циганська | 14             | 2,1%     |
| угорська  | 5              | 0,7%     |